# 中原悌二郎

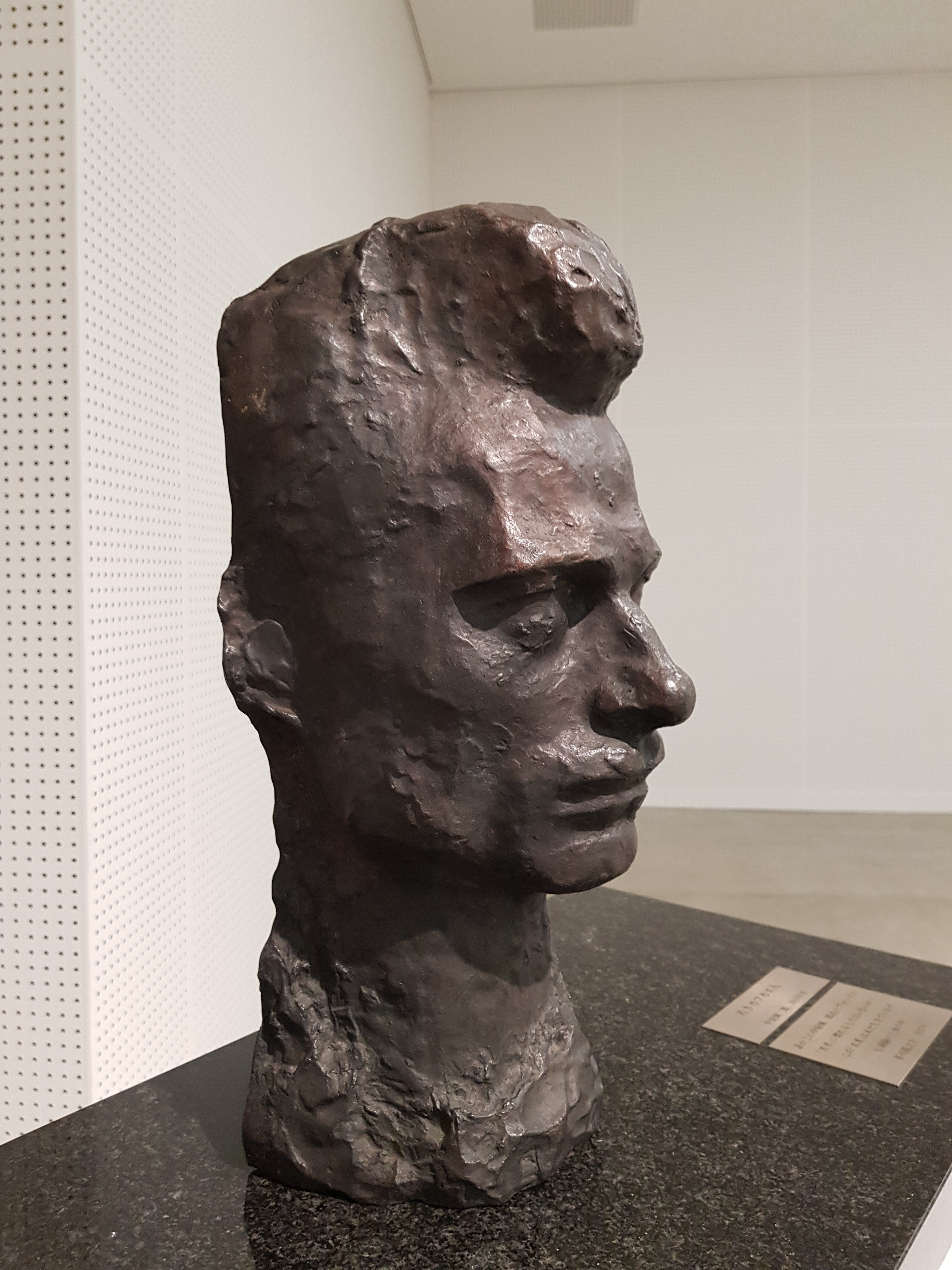
『若きカフカス人』（1919年）彫刻の森美術館蔵

中原 悌二郎（なかはら ていじろう、1888年10月4日 - 1921年1月7日）は、大正期日本を代表する彫刻家の一人。

## 略歴
北海道釧路市の生まれ。1897年に母とともに旭川市に移り、母方の叔父の養子となる。1902年に忠別尋常高等小学校高等科（現・旭川市立日章小学校）を卒業し北海道庁立札幌中学校（現・北海道札幌南高等学校）に入学する。
医師を目指していたが、美術教師の林竹治郎に影響を受けて17歳の時に画家を志し、3年生のとき落第したのを機に札幌中を中退して上京、白馬会研究所・太平洋画会研究所洋画部で学び中村彝と親交を結ぶ。その後荻原碌山の感化によって彫刻に転じ、太平洋画会研究所彫塑部で新海竹太郎に師事。1910年第4回文展に「老人の首」が初入選した。1912年、当時日本でもまだその名が知られ始めたばかりだったロダンの実作に初めて触れて、深く啓発される。1916年日本美術院の研究会員に転じ、佐藤朝山・石井鶴三らとともに研鑽を重ねた。同年の第3回院展に発表した「石井氏の像」で樗牛賞を受けて院友となり、以後も同展に「行乞老人像」「若きカフカス人」「憩える女」などの作品を次々と発表する。その作風は写実に基づきながらも堅牢な構築性を示し、内面表現にも優れた。1919年の「平櫛田中像」を遺作として32歳で没した。墓所は函館市東本願寺函館別院船見支院。
晩年の芥川龍之介が講演先で中原の「若きカフカス人」を見て『この中原氏のブロンズの「若者」に惚れる者はないか。この若者はまだ生きているぞ』と発言したことはよく知られている。
著作文集『彫刻の生命』（中央公論美術出版、1969年）があり、度々再刊されている。

## 中原悌二郎賞
- 中原悌二郎賞（1970年創設[2]）
  - 第1回受賞者木内克
  - 第2回受賞者西常雄
  - 第3回受賞者舟越保武
  - 第4回受賞者高橋清
  - 第5回受賞者柳原義達
  - 第6回受賞者佐藤忠良
  - 第7回受賞者吉田芳夫
  - 第8回（該当なし）
  - 第9回受賞者流政之
  - 第10回受賞者桜井祐一
  - 第11回受賞者寒川典美
  - 第12回受賞者建畠覚造
  - 第13回受賞者千野茂
  - 第14回受賞者山口牧生
  - 第15回受賞者向井良吉
  - 第16回受賞者鈴木実
  - 第17回受賞者岩野勇三
  - 第18回受賞者大成浩
  - 第19回受賞者空充秋
  - 第20回受賞者池田宗弘
  - 第21回受賞者土谷武
  - 第22回受賞者井上武吉
  - 第23回受賞者掛井五郎
  - 第24回受賞者江口週
  - 第25回受賞者加藤昭男
  - 第26回受賞者保田春彦
  - 第27回受賞者若林奮
  - 第28回受賞者下田治
  - 第29回受賞者清水九兵衛
  - 第30回受賞者吾妻兼治郎
  - 第31回受賞者山本正道
  - 第32回受賞者広井力
  - 第33回受賞者舟越桂
  - 第34回（該当なし）
  - 第35回受賞者鈴木久雄
  - 第36回受賞者大平實
  - 第37回受賞者小泉俊己
  - 第38回受賞者植松奎二
  - 第39回受賞者戸谷成雄
  - 第40回受賞者青木野枝
  - 第41回受賞者三沢厚彦
  - 第42回受賞者中谷ミチコ
- 中原悌二郎賞優秀賞
  - 第1回彫刻の森美術館賞富松孝侑
  - 第2回彫刻の森美術館賞保田春彦
  - 第3回優秀賞細川宗英、湯原和夫
  - 第4回優秀賞篠田守男、一色邦彦
  - 第5回優秀賞木村賢太郎、加藤昭男
  - 第6回優秀賞土谷武、清水九兵衛
  - 第7回優秀賞掛井五郎、田中信太郎
  - 第8回優秀賞江口週、小田襄、福岡道雄
  - 第9回優秀賞若林奮、山本正道
  - 第10回優秀賞田中薫、五十嵐晴夫
  - 第11回優秀賞澄川喜一、小清水漸
  - 第12回優秀賞清水良治、最上壽之
  - 第13回優秀賞朝倉響子
  - 第14回優秀賞雨宮敬子
  - 第15回優秀賞城田孝一郎
  - 第16回優秀賞空充秋
  - 第17回優秀賞池田宗弘
  - 第18回優秀賞笹戸千津子
  - 第19回優秀賞深井隆
  - 第20回優秀賞三木俊治
  - 第21回優秀賞中井延也
  - 第22回優秀賞橋本裕臣
  - 第23回優秀賞石井厚生
  - 第24回優秀賞湯村光
  - 第25回優秀賞高岡典男
  - 第26回優秀賞舟越桂
  - 第27回優秀賞岡本敦生
  - 第28回優秀賞植松奎二
  - 第29回優秀賞内田晴之
  - 第30回優秀賞西雅秋
  - 第31回優秀賞井田勝己
  - 第32回優秀賞西野康造
  - 第33回優秀賞多和圭三、青木野枝
  - 第34回優秀賞寺田栄、古郡弘、保井智貴
  - 第35回優秀賞今村源